# Rechtspsychologie
Die Rechtspsychologie ist ein Teilgebiet der Psychologie und hat die Anwendung psychologischer Theorien, Methoden und Erkenntnisse auf Probleme des Rechtswesens zum Gegenstand. Sie lässt sich grob in die zwei Unterkategorien forensische Psychologie (Anwendung der Psychologie im Rahmen von Gerichtsverfahren) und Kriminalpsychologie (Psychologie der Entstehung und Aufdeckung von Kriminalität, der Kriminalprävention sowie der Behandlung von Straftätern) aufteilen.

## Fachliche Einordnung
Rechtspsychologie ist bedeutsam für alle Gebiete von Recht und Rechtsprechung, in denen grundlegende Aspekte des Verhaltens und Erlebens von Menschen in diesem Kontext eine Rolle spielen. Rechtspsychologische Kompetenz und Expertise wird im Allgemeinen in Kombination mit anderen Fachgebieten, insbesondere der Medizin, aber auch den Sozialwissenschaften abgerufen. Rechtspsychologie ist darüber hinaus eine Teildisziplin der Kriminologie.
Rechtspsychologische Tätigkeit wird teilweise als Disziplin reiner empirischer Forschung verstanden, wobei andererseits Psychologie in forensischem Kontext in Diagnostik und Behandlung anwendungsorientiert ist.

## Aufgabenspektrum
Psychologen sind auch als Gutachter bei Gericht tätig. Sie erstellen Gutachten für Familiengerichte, also zum Sorge- und Umgangsrecht bei Scheidungs- oder Misshandlungsfällen bzw. Familien mit Pflegekindern sowie über die Zuverlässigkeit und Glaubwürdigkeit von Zeugenaussagen. Weiterhin begutachten sie im strafrechtlichen Bereich zur Frage der Schuldfähigkeit die Persönlichkeitsstruktur von Straftätern und erstellen Risikoeinschätzungen (Sozialprognosen, Kriminalprognosen) über das zu erwartende kriminelle Verhalten von Straftätern. In der Praxisliteratur, vor allem der rechtswissenschaftlichen und auch in der Rechtspraxis wird im Allgemeinen folgende Faustregel formuliert: „Die Psychologen begutachten die vermeintlichen oder tatsächlichen Opfer, die Psychiater die Angeklagten, beide erstatten Expertisen zur Kriminalprognose“.
Der ermittelnde Rechtspsychologe (bzw. Polizei- oder Kriminalpsychologe) als „Profiler“, der mit „psychologischen Methoden“ Kriminalfälle löst, Täterprofile erstellt, erfolgreich mit Geiselnehmern verhandelt usw., ist eher ein Phantasieprodukt, das durch entsprechende (reißerische, aber dramaturgisch effektive und effektvolle) Erfindungen für Kriminalromane, Kino und Fernsehen entstanden ist. Verhandlungsgruppen und Erstsprecher werden in Deutschland unter anderem psychologisch ausgebildet und betreut. Profiler werden zum Beispiel in den USA eingesetzt; der wissenschaftliche Ansatz gilt jedoch als umstritten.

## Elemente der Rechtspsychologie
Die Rechtspsychologie beinhaltet Elemente
- aller Bereiche der psychologischen Methodenlehre, inkl. der psychologischen Diagnostik
- der Allgemeinen und Biologischen Psychologie (Wahrnehmung und Gedächtnis von Zeugen, Methoden der Täteridentifikation, Komplexe Informationsverarbeitung, Entscheidungspsychologie, Psychophysiologie),
- der Differentiellen Psychologie (Aggression und Kriminalität, Gewalt in der Familie),
- der Entwicklungspsychologie (Gedächtnis und Suggestibilität, Verantwortung und Steuerung von Handlungen, Scheidungsfolgen, sexueller Missbrauch),
- der Sozialpsychologie (Gerichtsverfahren und Urteilsbildung, Polizeipsychologie, außergerichtliche Konfliktregelung),
- Klinischen Psychologie inkl. der Klinischen Neuropsychologie (Reizüberflutung, Monotonie, Fahren unter Einfluss von Alkohol, Drogen und Medikamenten) sowie
- der Interventionspsychologie (Strafvollzug, Maßregelvollzug, Strafalternativen, Stress von Verbrechensopfern).

Rechtspsychologische Forschungen, Methoden und Themen sind daher oftmals in diese Gebiete integriert.

## Anwendungs- und Forschungsbereiche
(nach T. Bliesener & G. Köhnken, 2006)
- Psychodiagnostische Begutachtung
- Erklärung kriminellen Verhaltens
- Prävention
- Resozialisierung
- Polizeipsychologie
- Psychologie der Gerichtsverhandlung
- außergerichtliche Konfliktregelung
- Psychologische Aspekte der Viktimologie

## Ausbildung in Deutschland
Rechtspsychologie wird in Deutschland als Masterstudiengang an einigen Hochschulen angeboten.
Die Rheinische Friedrich-Wilhelms-Universität Bonn, die Johannes Gutenberg-Universität Mainz sowie die Universität Hildesheim bieten konsekutive Masterstudiengänge mit Schwerpunkt Rechtspsychologie bzw. mit rechtspsychologischen Modulen an.
An der Rheinischen Friedrich-Wilhelms-Universität Bonn wird seit 2013 und an der Psychologischen Hochschule Berlin seit 2015 ein berufsbegleitender Masterstudiengang in Rechtspsychologie (Master of Science) angeboten (Schwerpunkte: Aussagepsychologische Begutachtung; Familienrechtspsychologische Begutachtung; Straftäterbegutachtung; Intervention in Straf- und Maßregelvollzug).
Die Universität Regensburg bietet den interdisziplinären Studiengang Kriminologie und Gewaltforschung (Master of Arts) an.
Die Medical School in Hamburg bietet einen Masterabschluss in Psychologie mit Schwerpunkt Rechtspsychologie an.
Seit 2013 bietet die SRH Hochschule Heidelberg an der Fakultät für Angewandte Psychologie den Studiengang Rechtspsychologie (Master of Science) an. Der Studiengang richtet sich an Personen mit einem Bachelorabschluss in Psychologie.
Weiterhin besteht die Möglichkeit, nach einem Bachelor und Master in Psychologie (oder einem Diplom) die Weiterbildung zum Fachpsychologen für Rechtspsychologie zu absolvieren. Die Weiterbildung dauert etwa drei Jahre und umfasst neben theoretischen Seminaren auch kontinuierliche Fallarbeit im Fachteam und Supervision. Sie wird von der Föderation Deutscher Psychologenvereinigungen verliehen und kann bei entsprechender Prüfung und Praxistätigkeit in den Spezialisierungen Familienrecht, Aussagepsychologie, Kriminalprognose, Schuldfähigkeit und Sozialrecht im Register der Deutschen Psychologenakademie des BDP geführt werden. Die Führung des Fachpsychologen erfordert, dass nach Abschluss der Weiterbildung die kontinuierliche Teilnahme an Fortbildungen nachgewiesen wird und sich der Fachpsychologe oder die Fachpsychologin den ethischen Richtlinien und der Berufsordnung des BDP unterwirft. Bei Verstoß gegen die Berufsordnung drohen Geldstrafen oder der Entzug der Fachpsychologen-Zertifizierung.
Spezifisch rechtspsychologische Studieninhalte können auf die benötigten Theorie-Seminare zur Erlangung des Fachpsychologen für Rechtspsychologie angerechnet werden. Für manche Studiengänge (Master Rechtspsychologie an der Psychologischen Hochschule Berlin und in Bonn) werden die theoretischen Seminare in der Weiterbildung komplett anerkannt, sodass keine Seminare mehr belegt werden müssen.